# Texola senrabii
Texola senrabii är en fjärilsart som beskrevs av Barnes 1900. Texola senrabii ingår i släktet Texola och familjen praktfjärilar. Inga underarter finns listade i Catalogue of Life.